# Наполи, Гонсало
Гонсало Наполи Сориа (исп. Gonzalo Nápoli Soria; род. 8 мая 2000, Монтевидео) — уругвайский футболист, полузащитник клуба «Ливерпуль».

## Клубная карьера
Наполи — воспитанник клуба «Дефенсор Спортинг». В 2019 году в поединке Кубка Либертадорес против боливийского «Боливара» Гонсало дебютировал за основной состав. 3 марта в матче против «Рампла Хуниорс» он дебютировал в уругвайской Примере. 13 апреля в поединке против «Данубио» Гонсало забил свой первый гол за «Дефенсор Спортинг». В 2021 году Наполи на правах аренды перешёл в столичный «Ривер Плейт». 17 мая в матче против «Серрито» он дебютировал за новую команду.
В 2023 году Наполи перешёл в столичный «Ливерпуль». 30 января в матче Суперкубка Уругвая против «Насьоналя» он дебютировал за новый клуб. В этом же поединке Гонсало забил свой первый гол за «Ливерпуль».

## Международная карьера
В 2017 года Виера в составе юношеской сборной Уругвая принял участие в юношеском чемпионате Южной Америки в Чили. На турнире он сыграл в матчах против команд Эквадора и Колумбии.